# Tradizione e tradimento
| Recensione       | Giudizio |
| ---------------- | -------- |
| All Music Italia | 8/10     |
| Rockol           | 9/10     |

Tradizione e tradimento è l'undicesimo album in studio del cantautore italiano Niccolò Fabi, pubblicato l'11 ottobre 2019 dalla Polydor Records.

## Tracce
Testi e musiche di Niccolò Fabi, eccetto dove indicato.
1. Scotta – 4:53
2. A prescindere da me – 4:09 (testo: Alessandro Bavo, Niccolò Fabi)
3. Amori con le ali – 4:04 (musica: Niccolò Fabi, Costanza Francavilla)
4. Io sono l'altro – 4:38
5. I giorni dello smarrimento – 4:41 (testo: Pier Cortese, Niccolò Fabi)
6. Nel blu – 4:48 (musica: Niccolò Fabi, Costanza Francavilla)
7. Prima della tempesta – 3:32 (musica: Roberto Angelini, Niccolò Fabi)
8. Migrazioni – 2:18 (musica: Pier Cortese)
9. Tradizione e tradimento – 4:17

## Classifiche
| Classifica (2019) | Posizione massima |
| ----------------- | ----------------- |
| Italia            | 2                 |